# Анија
Анија (грч. Ανια) је личност из грчке митологије.

## Митологија
Била је дух или демон туге. Њено име означава тугу, жалост, беду, невољу. Појављује се у делу „Анакреонтеја“ где је записано да када су се родиле харите, њена супротност, она је „отишла на спавање“. Попут њених сестара, Лупе и Ахе, била је једна од демона Алгеја.

## Биологија
Латинско име ове личности (Ania) је назив за род орхидеја, али и род лептира.